# Cytaea guentheri
Cytaea guentheri là một loài nhện trong họ Salticidae.
Loài này thuộc chi Cytaea. Cytaea guentheri được Tord Tamerlan Teodor Thorell miêu tả năm 1895.